# Annickia kummeriae
Annickia kummeriae (Engl. & Diels) Setten & Maas – gatunek rośliny z rodziny flaszowcowatych (Annonaceae Juss.). Jedne źródła podają występowanie naturalnie w Gabonie, natomiast inne w Tanzanii.

## Morfologia
PokrójZimozielone drzewo dorastające do 25–30 m wysokości.
LiścieMają eliptycznie podłużny kształt. Mierzą 11–15 cm długości oraz 3,5–5 cm szerokości. Są prawie skórzaste, owłosione od spodu. Nasada liścia jest od prawie klinowej do prawie zaokrąglonej. Blaszka liściowa jest o ostrym spiczastym wierzchołku. Ogonek liściowy jest owłosiony i dorasta do 3 mm długości.
KwiatySą pojedyncze, rozwijają się w kątach pędów. Działki kielicha mają trójkątny kształt, są owłosione i dorastają do 7–8 mm długości. Płatki mają trójkątny kształt i osiągają do 7 cm długości. Kwiaty mają około 100 pręcików i 9–13 słupków.
OwoceZebrane po 7–8 pojedyncze podłużne owoce w owoce zbiorowe. Osiągają 25 mm długości i 12 mm szerokości. Mają brązowoczarniawą barwę. Osadzone są na lekko owłosionych szypułkach.

## Biologia i ekologia
Rośnie w wilgotnych wiecznie zielonych lasach. Występuje na wysokości od 800 do 1000 m n.p.m.